# افلورنتین
اِفلورنتین (انگلیسی: Eflornithine) با نام تجاری «Vaniqa» دارویی است که جهت درمان بیماری خواب و رشد نابجای مو در چهرهٔ بانوان بکار می‌رود.
این دارو در مرحلهٔ دوم بیماری خواب که در اثر «تریپانوما بروسئی گامبینس» به وجود آمده باشد، کاربرد دارد و می‌توان آن را همراه با داروی نیفورتیموکس تجویز کرد. این دارو دو فرم تزریقی و کِرِم موضعی دارد.
عارضهٔ جانبی کِرِم موضعی شامل راش پوستی، قرمزی و سوزش است. عارضه جانبی فرم تزریقی آن، احتمال بروز نارسایی مغز استخوان و تشنج است. هنوز بی‌خطر بودن مصرف آن در دوران حاملگی یا شیردهی مشخص نشده‌است. توصیه شده که مصرف این دارو تنها در بالغین و کودکان بالای ۱۲ سال باشد.
افلورنتین یکی از داروهای ضروری سازمان جهانی بهداشت است که مجموعه‌ای از مؤثرترین و بی‌خطرترین داروهای ضروری برای سیستم بهداشت هستند. تا سال ۲۰۱۵ میلادی نوعِ ژنریک این دارو، در بازارهای آمریکا موجود نبود و فرم تزریقی آن تنها از طریق مرکز کنترل و پیشگیری بیماری‌ها قابل تهیه است. در دههٔ ۹۰ میلادی، هزینهٔ یک دورهٔ درمانی، ۲۱۰ دلار آمریکا بود. در نقاطی از جهان که در آن بیماری خواب شایع است، این دارو به صورت مجانی توسط سازمان جهانی بهداشت در اختیار بیماران قرار می‌گیرد.